# هارلو جايلز أونغر
هارلو جايلز أونغر (بالإنجليزية: Harlow Unger)‏ هو مؤرخ أمريكي، ولد في 3 أغسطس 1931.